# Catada fuliginosa
Catada fuliginosa är en fjärilsart som beskrevs av Rothschild 1916. Catada fuliginosa ingår i släktet Catada och familjen nattflyn. Inga underarter finns listade i Catalogue of Life.